# Laeiszhalle
Laeiszhalle, dříve Musikhalle, je koncertní sál ve čtvrti Neustadt v německém Hamburku, domovská scéna Hamburského symfonického orchestru a Státního filharmonického orchestru. Svůj název dostala podle přepravní společnosti F. Laeisz. Její majitel Carl Laeisz (1828–1901) odkázal městu Hamburk 1,2 milionu německých marek na výstavbu koncertní síně, jeho vdova částku navýšila na 2 miliony. Její výstavba proběhla v letech 1904–1908 podle návrhu architektů Martina Hallera a Wilhelma Emila Meerweina. V době otevření v červnu 1908 byla nejmodernější a největší koncertní síní v Německu. Svá díla zde uváděli Richard Strauss, Igor Stravinskij a Paul Hindemith, jedno ze svých prvních zahraničních vystoupení zde odehrál Vladimir Horowitz, v roce 1930 zde vystoupil mladý houslový virtuos Yehudi Menuhin. Druhou světovou válku budova přežila bez poničení. V letech 1959 a 1962 zde vystupovala Maria Callasová. Později zde začali hrát také popoví a rockoví hudebníci, například Bee Gees, Grateful Dead, Pink Floyd a Elton John. Hlavní sál má kapacitu 2025 míst, malý 640.